# Термометри спеціальні вібростійкі
Термометри спеціальні вібростійкі — призначені для вимірювання температури в діапазоні від мінус 30 °C до плюс 600 °C і використовуються для контролю технологічних процесів у будь-яких галузях промисловості в умовах підвищеної вібрації.

## Застосування
Термометри спеціальні вібростійкі застосовуються в різних галузях промисловості в умовах підвищеної вібрації.
 
Також використовуються на підприємствах у сільському господарстві, нафтохімічної, хімічної, гірничо-металургійної промисловості, в машинобудуванні, житлово-комунальному господарстві, транспорті, будівництві, медицині, словом у всіх життєвих сферах.

## Принцип дії
Принцип дії термометра заснований на видимому розширенні термометричної рідини в склі при підвищенні температури навколишнього середовища.

## Виконання
Термометри спеціальні вібростійкі виконані у вигляді капілярної трубки з резервуаром, заповненим термометричною рідиною, і міднолатунною циліндричною оболонкою з вмонтованою всередині шкалою.

Термометри спеціальні вібростійкі виготовляються з термічно обробленого капіляра. Як термометрична рідина використовується толуол, або ртуть. В залежності від форми нижньої частини трубки, термометри поділяються на прямі та кутові.
Виконання та типорозміри термометрів відрізняються конструкцією, видом термометричної рідини, функціональним призначенням, нормованими значеннями діапазонів вимірювань, ціною поділу шкали і границі допустимої похибки.

## Виробники
- ПАТ "Склоприлад"[1]
- ВАТ "Термоприлад"